# Русібуж
Русібуж (пол. Rusibórz) — село в Польщі, у гміні Доміново Сьредського повіту Великопольського воєводства.
Населення — 162 особи (2011).
У 1975-1998 роках село належало до Познанського воєводства.

## Демографія
Демографічна структура станом на 31 березня 2011 року:
|          | Загалом | Допрацездатний вік | Працездатний вік | Постпрацездатний вік |
| -------- | ------- | ------------------ | ---------------- | -------------------- |
| Чоловіки | 84      | 17                 | 62               | 5                    |
| Жінки    | 78      | 14                 | 53               | 11                   |
| Разом    | 162     | 31                 | 115              | 16                   |